# Marshal of Cedar Rock
Marshal of Cedar Rock è un film del 1953 diretto da Harry Keller.
È un western statunitense ambientato nel 1890 con Allan Lane.

## Produzione
Il film, diretto da Harry Keller su una sceneggiatura di Albert DeMond e un soggetto di M. Coates Webster, fu prodotto da Rudy Ralston per la Republic Pictures e girato dall'11 settembre a fine settembre 1952. Il titolo di lavorazione fu Valley of Missing Men.

## Distribuzione
Il film fu distribuito negli Stati Uniti dal 1º February 1953 al cinema dalla Republic Pictures. È stato distribuito anche in Brasile con il titolo Caçada Sinistra.

## Promozione
Le tagline sono:
- ...AS "ROCKY" TANGLES WITH A VICIOUS LAND-GRABBING GANG TO SAVE AN INNOCENT MAN FROM A HANGMAN'S NOOSE!
- Showdown for a Frame-up!
- Range Renegades Ride Headlong Into Six-Gun Fury!
- "ROCKY" RIDES HERD ON OUTLAW RIDERS!